# El judici de Paris (Simonet)
El judici de Paris és una pintura a l'oli sobre llenç que representa el mite grec sobre el judici de Paris. L'obra fou creada l'any 1904 pel pintor valencià Enric Simonet, abraça 3,31 per 2,15 metres i està exposada al Museu de Màlaga.
L'escena representa les deesses Hera i Atenea vestides amb robes gregues i Afrodita nua, totes representades com l'esposa de Simonet, la seva model i musa, en diferents postures i tonalitats. Els demés personatges que apareixen a la composició, el déu Eros amb ales de papallona, i el príncep Paris de Troia vestit amb una pell de lleopard, foren inspirats en els dos fills del pintor. Presenta un ambient bucòlic, representant un camp ple d'animals i plantes —locus amoenus—, on un paó obre la cua donant protagonisme i realçant a Afrodita, que segons el mite esdevé la triada per Paris.